# Society (nummer)
Society is een nummer van de Amerikaanse artiest Eddie Vedder. Het is het achtste nummer op de soundtrack van de film Into the Wild, uitgebracht in 2007. Het nummer is een samenwerking tussen Vedder en singer-songwriter Jerry Hannan, die de credits krijgt voor het nummer.
Ondanks dat "Society" nooit op single is uitgebracht, is het toch een van de bekendere nummers van Vedder die hij maakte buiten zijn band Pearl Jam. Sinds 2012 staat het nummer jaarlijks in de Radio 2 Top 2000, waarbij de 188e plaats in 2017 de hoogst behaalde positie is.

## NPO Radio 2 Top 2000
| Nummer met noteringen in de NPO Radio 2 Top 2000 | '12  | '13  | '14 | '15 | '16 | '17 | '18 | '19 | '20 | '21 | '22 | '23 | '24 |
| ------------------------------------------------ | ---- | ---- | --- | --- | --- | --- | --- | --- | --- | --- | --- | --- | --- |
| Society                                          | 1295 | 1075 | 241 | 190 | 195 | 188 | 252 | 224 | 266 | 232 | 275 | 277 | 267 |

1. ↑  Een vetgedrukt getal geeft de hoogste notering aan.
2. ↑  2012 was het eerste jaar met een notering voor dit nummer.